# Pierre Gicollet
Pas d'image ? Cliquez ici

a Compétitions nationales et continentales officielles uniquement.

Dernière mise à jour le 1er juillet 2016.
Pierre Gicollet, né le 6 novembre 1986 à Viriat, est un joueur de rugby à XV français qui évolue au poste de pilier.